# Veliki rombiheksakron
| Veliki rombiheksakron                   | Veliki rombiheksakron                                |
| --------------------------------------- | ---------------------------------------------------- |
|                                         |                                                      |
| Vrsta                                   | zvezdni polieder                                     |
| Elementi                                | F = 60, E = 150, V =92 ({\displaystyle \chi \,} = 2) |
| Grupa simetrije                         | I, [5,3]+, 532                                       |
| Sklici                                  | DU74                                                 |
| veliki rombiheksaeder (dualni polieder) |                                                      |

Veliki rombiheksakron je nekonveksen izoederski polieder. Je dual dualno telo velikega rombiheksaedra . Ima 24 enakih oblikovanih kot metuljček stranskih ploskev, 18 oglišč in 48 robov . Razen 
12 oglišč, ki imajo enako razvrstitev oglišč kot kubooktaeder, imajo notranja oglišča, enako razvrstitev oglišč kot oktaeder. Geometrija na površini je na pogled podobna kot pri Catalanovih telesih, ki imajo precej višje piramide z osnovnimi ploskvami v obliki romba. Te pa so z vsako stransko ploskvijo povezane z vsako stransko ploskvijo rombskega dodekaedra.